# Jacqueline Gasser
Jacqueline Gasser (* 23. Februar 1990) ist eine ehemalige Sprinterin vom BTV Chur. Als eine der erfolgreichsten Bündner Leichtathletinnen war sie Schweizer Meisterin über 100 und 200 Meter, stellte mit der 4-mal-100-Meter-Staffel Schweizerrekorde auf und nahm an Europameisterschaften, Weltmeisterschaften und den Olympischen Spielen 2012 in London teil.

## Sportliche Karriere
Jacqueline Gasser wuchs polysportiv auf und trat relativ spät dem Leichtathletik-Verein BTV Chur bei. Bereits in ihren ersten beiden Saisons konnte sie auf kantonaler, nationaler und internationaler Stufe Erfahrungen sammeln und Erfolge feiern. So gewann sie im Februar 2007 in ihrem ersten 200-Meter-Lauf ihrer Karriere an den Schweizer Hallenmeisterschaften auf Anhieb die Bronzemedaille und erreichte über 60 Meter den Final im Nachwuchs. Bei den Aktiven stellte sie bereits ein paar Monate später als 17-Jährige neue Bündner Rekorde über 200 Meter (24,97 s, in Bern) und über 100 Meter (12,31 s, in Thun) auf. In weiteren Wettkämpfen konnte sie ihre persönlichen und kantonalen Rekorde bis auf 11,75 s über 100 Meter und 23,40 s über 200 Meter wiederholt unterbieten. An den Nachwuchs-Schweizermeisterschaften gewann sie in ihrem ersten Jahr Bronze über 100 Meter, Silber über 200 Meter und Bronze mit der BTV-Staffel. Ein Jahr später wurde sie U-20-Schweizermeisterin über 200 Meter und U20-Vizeschweizermeisterin über 100 Meter. Mit ihren Leistungen qualifizierte sie sich in ihrer zweiten Saison für die Juniorenweltmeisterschaften 2008 in Bydgoszcz (Polen). Über 200 Meter schied sie im Vorlauf aus, schaffte es aber mit der 4-mal-100-Meter-Staffel bis in den Final.
2009 qualifizierte sich Jacqueline Gasser an der Junioren-Gala in Mannheim in kantonaler Rekordzeit über 100 Meter (11,98 s) und 200 Meter (24,24 s) für die Junioreneuropameisterschaften in Novi Sad (Serbien). Über 100 und 200 Meter lief sie bis ins Halbfinale und mit der 4-mal-100-Meter-Staffel erreichte sie gar den Final und 5. Rang. An ihren ersten Schweizermeisterschaften der Aktiven lief sie über 100 Meter auf den 4. Platz und über 200 Meter auf den 2. Platz. Beim Nachwuchs (U20) wurde sie 2009 über beide Distanzen Schweizer Meisterin.
2010 wurde sie in Lugano in 23,79 s zum ersten Mal Schweizer Meisterin über 200 Meter und mit persönlicher Bestleistung von 11,75 s Vizeschweizer Meisterin über 100 Meter bei den Aktiven.
2011 war ein weiteres starkes Jahr von Jacqueline Gasser. Im Frühling erfüllte sie die U23-EM-Limite auf Anhieb. Bei den U23-Europameisterschaften in Ostrava schied sie mit der 4-mal-100-Meter-Staffel im Vorlauf aus. Über 200 Meter gewann sie ihren Vorlauf mit einer neuen persönlichen Bestzeit von 23,64 s. Im Halbfinal verpasste sie als Neunte den Finaleinzug nur knapp um elf Hundertstel. Weitere Karriere-Highlights folgten mit der Schweizer Frauen-Sprint-Staffel. An der Athletissima in Lausanne stellte sie mit der 4-mal-100-Meter-Staffel um Lea Sprunger, Clélia Reuse und Mujunga Kambundji mit einer Zeit von 43,90 s einen neuen Schweizer Rekord auf. Diese Rekordzeit war gleichbedeutend mit der Qualifikation für die Weltmeisterschaften in Daegu, was der Schweizer Frauen-Sprint-Staffel zum ersten Mal überhaupt seit der Einführung von Weltmeisterschaften 1983 gelang. Zuvor nahm Jacqueline Gasser mit der Staffel an der Sommer-Universiade in Shenzhen teil, dem weltweit grössten polysportiven Anlass nach den Olympischen Sommerspielen. Mit der 4-mal-100-Meter-Staffel qualifizierte sie sich für den Final und erreichte dort den 7. Rang. An den anschliessenden Weltmeisterschaften in Daegu lief die Schweizer Frauen-Staffel mit ihrer zweitschnellsten je gelaufenen Staffelzeit auf den starken 14. Rang. Zum Saisonabschluss konnte sie an den Schweizer Meisterschaften in Basel ihren Schweizer-Meister Titel über 200 Meter und Vizeschweizermeistertitel über 100 Meter vom Vorjahr erfolgreich verteidigen.
Im Olympiajahr 2012 realisierte sie in Weinheim ihre persönliche Bestzeit über 200 Meter von 23,40 s. An den Schweizer Meisterschaften 2012 konnte sie den Vizeschweizermeistertitel über 200 Meter verteidigen. An den Europameisterschaften in Helsinki stellte Jacqueline Gasser mit der 4-mal-100-Meter-Staffel um Michelle Cueni, Ellen Sprunger und Léa Sprunger mit einer Zeit von 43,51 s erneut einen Schweizer Rekord auf. Damit qualifizierten sie sich für den Final und wurden dort starke 6. Mit dieser Zeit erreichten sie kurz vor dem Stichtag die Top 16 im Nationenranking, was die Qualifikation für die Olympischen Spiele von London bedeutete. Jacqueline Gasser nahm am 27. Juli 2012 an der Eröffnungsfeier der Olympischen Spiele teil. Für die 4-mal-100-Meter-Staffel war sie gesetzt, musste auf den Start aber aufgrund eines Muskelfaserrisses am Oberschenkel verzichten. Sie unterstützte das Team vor Ort, welches auf den 13. Platz lief.
Beim BTV Chur war Guido von Deschwanden über Jahre ihr Trainer, bei der Swiss Athletics Staffel u. a. Laurent Meuwly.

## Persönliche Bestleistungen
- 100 m: 11,75 s, 17. Juli 2010 in Lugano (damaliger Bündner Rekord)
- 200 m: 23,40 s, 26. Mai 2012 in Weinheim (Bündner Rekord)
- 4 × 100 m: 43,51 s, 30. Juni 2011 in Helsinki (damaliger Schweizer Rekord)

## Ehrungen
- 2009: Gewinnerin «Newcomer des Jahres» des Bündner Verbandes für Sport
- 2009: Gewinnerin «Sportförderungspreis» Panathlon-Club Chur und Umgebung[12]
- 2010: Nomination «Bündner Sportler des Jahres» des Bündner Verbandes für Sport
- 2011: Nomination «Bündner Sportler des Jahres» des Bündner Verbandes für Sport
- 2012: Nomination «Bündner Sportler des Jahres» des Bündner Verbandes für Sport[13]
- 2012: Gewinnerin «Team des Jahres» des Schweizer Leichtathletik Verbands Swiss Athletics mit der 4 × 100-m-Staffel
- 2013: Nomination «Bündner Sportler des Jahres» des Bündner Verbandes für Sport[14]